# Tobelbach (Wisebach)
Der Tobelbach ist der rund 5 Kilometer lange rechte Quellbach des Wisebachs im Bezirk Weinfelden im schweizerischen Kanton Thurgau. Er durchfliesst auf seinem gesamten Lauf die Gemeinde Berg und bildet auf zwei kurzen Abschnitten die Gemeindegrenze zu Birwinken. In seinem Oberlauf wird er auch Lattebach genannt.

## Geographie

### Verlauf
Der Tobelbach entspringt beim Weiler Ast auf 565 m ü. M..
Der Bach fliesst anfangs vorwiegend durch Felder in südwestliche Richtung. Nach etwa 800 Metern erreicht er das Waldstück Osterholz und durchfliesst mehrere kleine Weiher. Er macht dann einen kleinen Bogen und nimmt von links den Moskanal auf. Der Tobelbach läuft nun wieder vorwiegend in Richtung Südwesten, durchfliesst dann den Tobelweiher und tangiert Guntershausen bei Berg.
Wenig unterhalb auf etwa 454 m ü. M. fliesst er mit dem kürzeren Mättlibach zusammen und bildet den Wisebach, welcher über die Giessen in die Thur abfliesst.

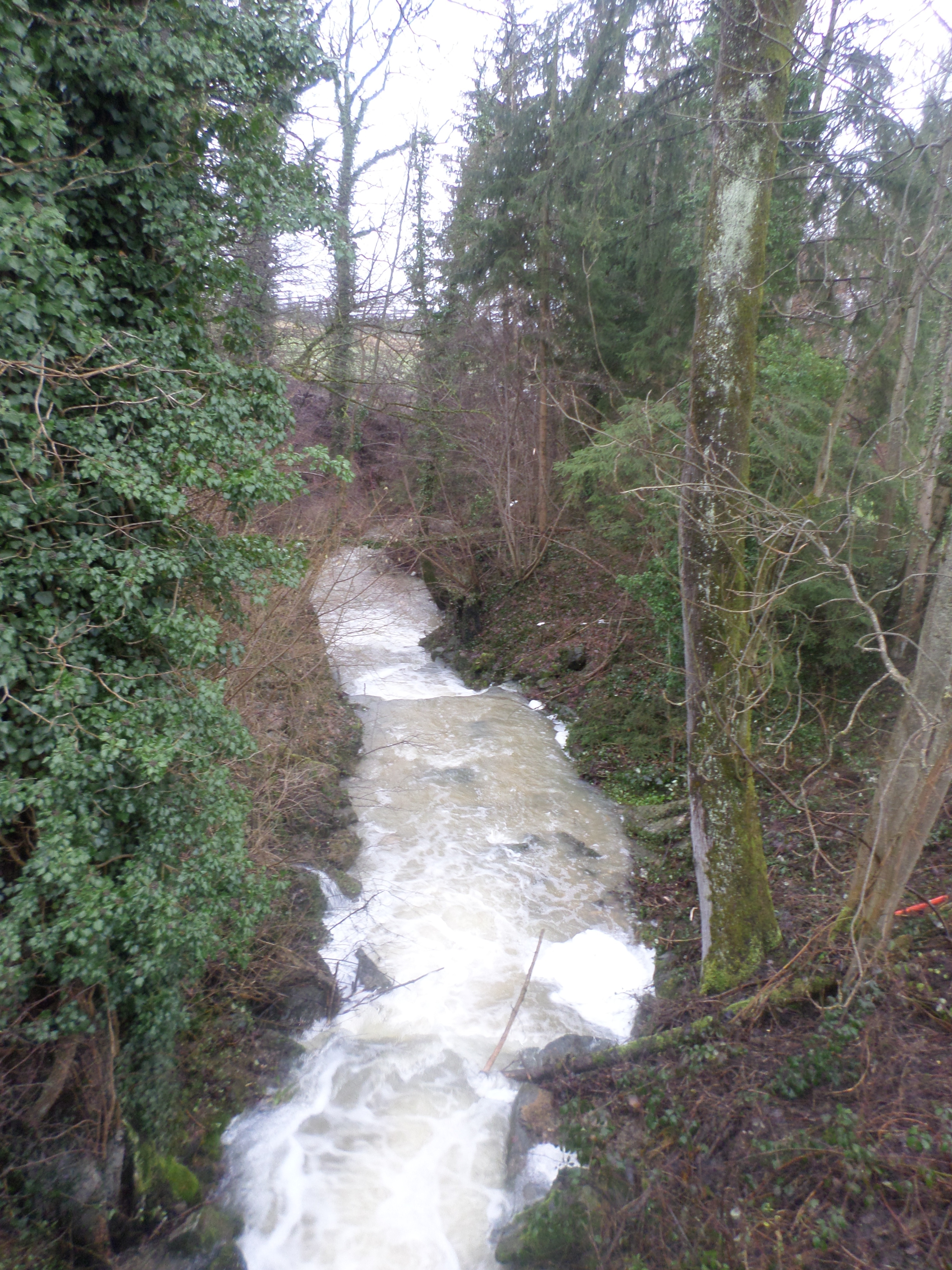
Der Tobelbach unterquert in Guntershausen bei Berg die Strasse Halde.

### Einzugsgebiet
Das 4,15 km² grosse Einzugsgebiet des Tobelbachs liegt im Seerücken und wird über den Wisebach, den Giessen, die Thur und den Rhein zur Nordsee entwässert.
Es besteht zu 33,7 % aus Bestockter Fläche, zu 60,3 % aus Landwirtschaftsfläche und zu 6,0 % aus Siedlungsfläche.
Die Flächenverteilung
Die mittlere Höhe des Einzugsgebietes beträgt 547,3 m ü. M., die minimale Höhe liegt bei  452 m ü. M. und die maximale Höhe bei 582 m ü. M.

## Hydrologie
Bei der Mündung des Tobelbachs in den Wisebach beträgt seine modellierte mittlere Abflussmenge (MQ) 50 l/s. Sein Abflussregimetyp ist pluvial inférieur und seine Abflussvariabilität beträgt 25.